# Festival Internacional da Juventude (Međugorje)
O Festival Internacional da Juventude – Međugorje, também conhecido como Mladifest, é um festival anual de juventude católica organizado em Međugorje, na Bósnia e Herzegovina, entre 1 e 6 de agosto, para marcar a data de aniversário da Virgem Maria, mãe de Jesus, a 5 de agosto, como reivindicada pelos videntes das supostas aparições marianas locais. O festival foi criado em 1989 por dois frades franciscanos, o Padre Slavko Barbarić e o Padre Tomislav Vlašić.

## História
O Mladifest foi estabelecido em 1989 por dois frades franciscanos herzegovinianos – o Padre Slavko Barbarić e o Padre Tomislav Vlašić – para celebrar o alegado aniversário de 2000 anos da Virgem Maria, conforme reivindicado pelos supostos videntes de Nossa Senhora de Međugorje (invocada como Rainha da Paz). Na época, Barbarić foi condenado por desobediência à Igreja Católica e esteve irregularmente ativo na paróquia de Međugorje até 2000. Por seu lado, Vlašić liderou pessoalmente todo o festival até 1991.

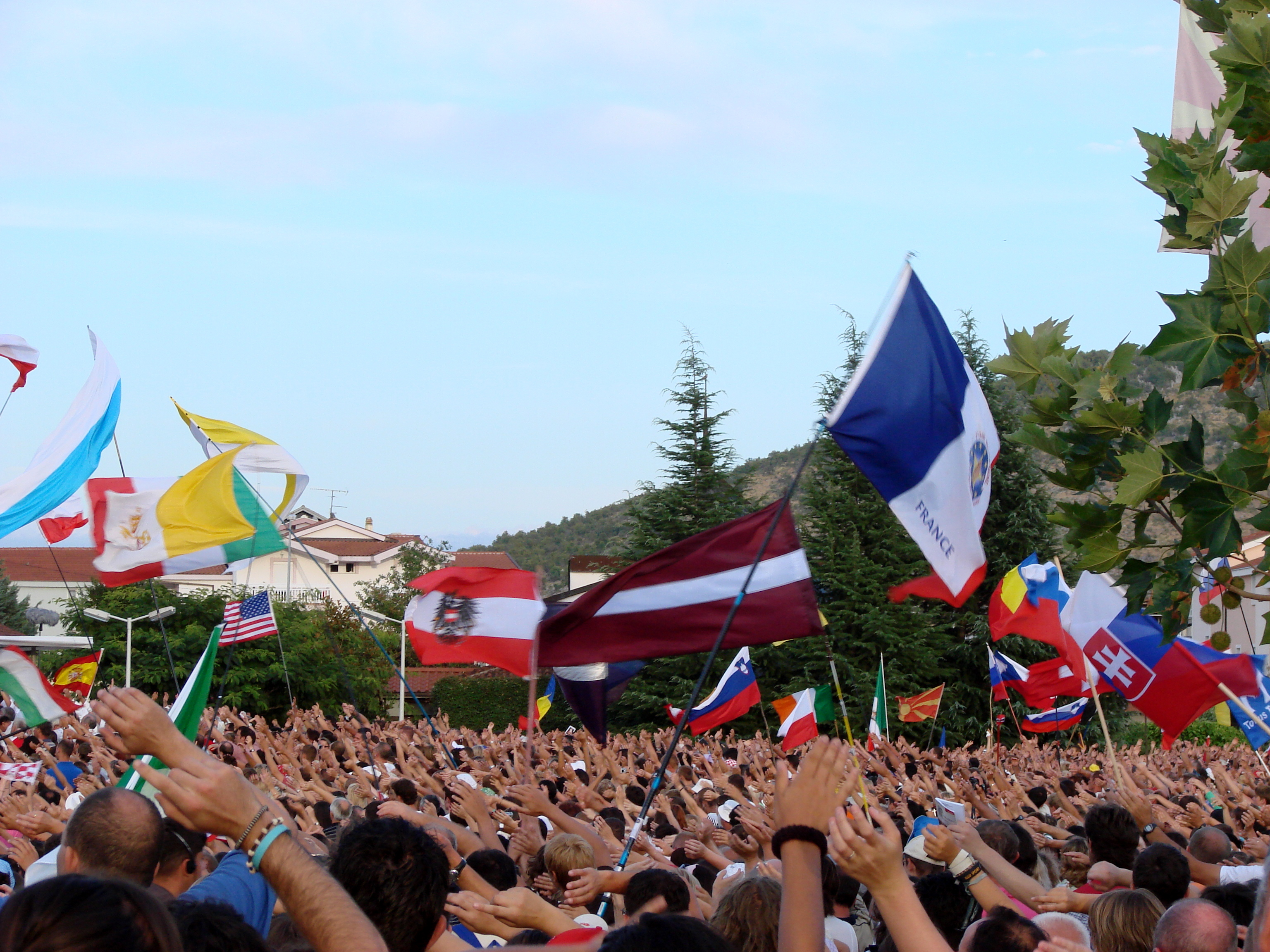
Multidão de jovens vindos de todo o mundo para o Festival de Međugorje

Todos os anos, milhares de jovens chegam ao Festival de Međugorje provindos de todo o mundo. Em média, o Mladifest é visitado por cerca de 50 mil pessoas todos os anos. O Mladifest é o segundo maior encontro católico regular de jovens atrás da Jornada Mundial da Juventude.
No encontro de 2020, o Papa Francisco enviou uma mensagem aos participantes do festival afirmando que a Virgem Maria é "o grande modelo de uma Igreja de coração jovem, pronta para seguir Cristo com frescor e docilidade" e que seu exemplo deve "sempre nos fascinar e guiar-nos". Em seus discursos aos jovens, o Papa nunca mencionou as supostas aparições nem citou nenhuma das supostas mensagens de Nossa Senhora de Međugorje.
O Festival da Juventude de Međugorje inspirou a iniciação de festivais na Croácia (Mladifest Hrvatska, desde 2019) e na América do Norte (North American Mladifest). Em abril de 2023, croatas americanos e canadenses se reuniram em Los Angeles.